# Ernst Rabich
Ernst Rabich (* 5. Mai 1856 in Herda; † 1. Februar 1933 in Gotha) war ein deutscher Chordirigent, Organist, Komponist, Musikpädagoge und Musikschriftsteller.

## Leben und Werk
Rabich wirkte in Gotha als Organist (1880–1918), als Dirigent der Liedertafel (1881–1921) und als Seminarmusiklehrer (1880–1922). Er redigierte die Blätter für Haus- und Kirchenmusik, Langensalza (1897–1914) und das Musikalische Magazin, Langensalza (bis 1928). Er veröffentlichte dort auch eigene Aufsätze. Ernst Rabich komponierte Kantaten, Stücke für Männerchor und Lieder.

## Publikationen (Auswahl)
- Ein Beitrag zur Geschichte des deutschen Konzertwesens., Den Mitgliedern der Gothaer Liedertafel. Langensalza 1921.
- Musikgeschichtliche Prüfungsaufgaben. Ein Wegweiser für ihre Behandlung. Langensalza 1923/1924.
- Die Entwicklung der Oper. Langensalza 1926.
- Musik B/C Unterstufe für das 5. und 6. Schuljahr. Frankfurt/Berlin/Bonn 1959.